# Michael Stocker
Michael Stocker (20 novembre 1979) è un ex hockeista su ghiaccio italiano.
Ricopriva il ruolo di attaccante.

## Carriera
Cresciuto hockeisticamente nel Laces-Val Venosta, con la squadra venostana ha esordito in Serie A nel 1997, ed ha giocato (con due interruzioni) fino al 2002. Ha disputato poi quattro stagioni nel Renon, prima di passare all'HC Bolzano, con cui ha vinto lo scudetto 2007-2008.
Dopo un anno di stop, fece ritorno al Val Venosta, ora in terza serie, per una stagione, venendo poi acquistato dall'Hockey Club Merano Junior in serie A2, che l'ha confermato poi anche nella successiva stagione.
Dal 2013 è tornato nuovamente al Val Venosta, con cui ha chiuso la carriera nel 2016

## Palmarès

### Club
- Campionato italiano: 1

Bolzano: 2007-2008
- Supercoppa italiana: 1

Bolzano: 2007